# Pseudo-Escimne
Pseudo-Escimne és el nom que donà August Meineke a l'autor del Circuit de la Terra (grec antic: Περίοδος γῆς), alternativament conegut amb el nom de Iambes al Rei Nicomedes, una obra de geografia en grec escrita en trímetres iàmbics. Es tracta d'un text anònim, parcialment mutilat, i provinent d'un còdex que conté diverses obres breus de geografia. El text conté una dedicatòria al rei Nicomedes, que tant pot fer referència al rei Nicomedes II Epífanes de Bitínia o al seu fill Nicomedes III Evèrgetes, cosa que permet datar l'obra cap al final del segle ii aC.
El text fou publicat per primera vegada a Augsburg el 1600 per Hoeschel, i, com que en el manuscrit seguia als Epitomes de Marcià d'Heraclea, Hoeschel l'atribuí a aquest autor. Per esmenar aquest error, Holstenius i Vossius proposaren d'atribuir el text a Escimne de Quios, un geògraf força desconegut citat solament per Esteve de Bizanci i altres fonts menors com a autor d'una Periegesis. Però Meineke, en la seva edició dels Geographi Graeci Minoresfr de 1846, demostrà que l'autoria era falsa; com que no aclarí el veritable autor del text, l'anomenà Pseudo-Escimne, i aquest és el nom que rep actualment, de manera convencional, l'autor dels Iambes al Rei Nicomedes.
L'obra és un resum geogràfic escrit en vers i descriu amb certa extensió les costes d'Iberia, Ligúria, la mar Negra i diverses colònies de l'antiga Grècia, a més de descriure els umbres, celtes, liburnis i altres pobles. La resta del text no s'ha conservat.
Segons Aubrey Diller l'autor més probable és Pausànies de Damasc, que va viure a Bitínia entorn de l'any 100 aC.